# Пениковское сельское поселение

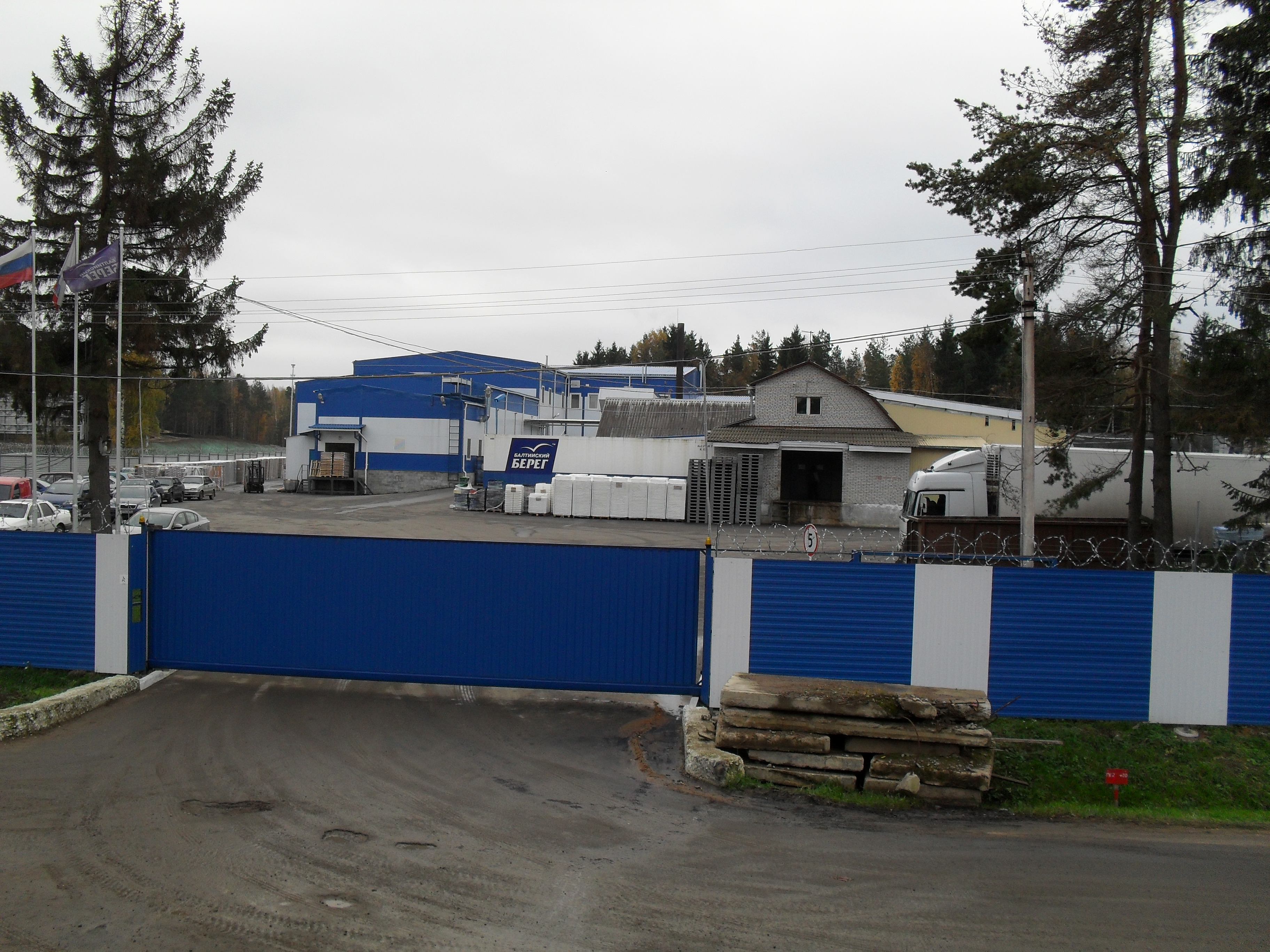
Проходная филиала завода «Балтийский Берег». 2010 год

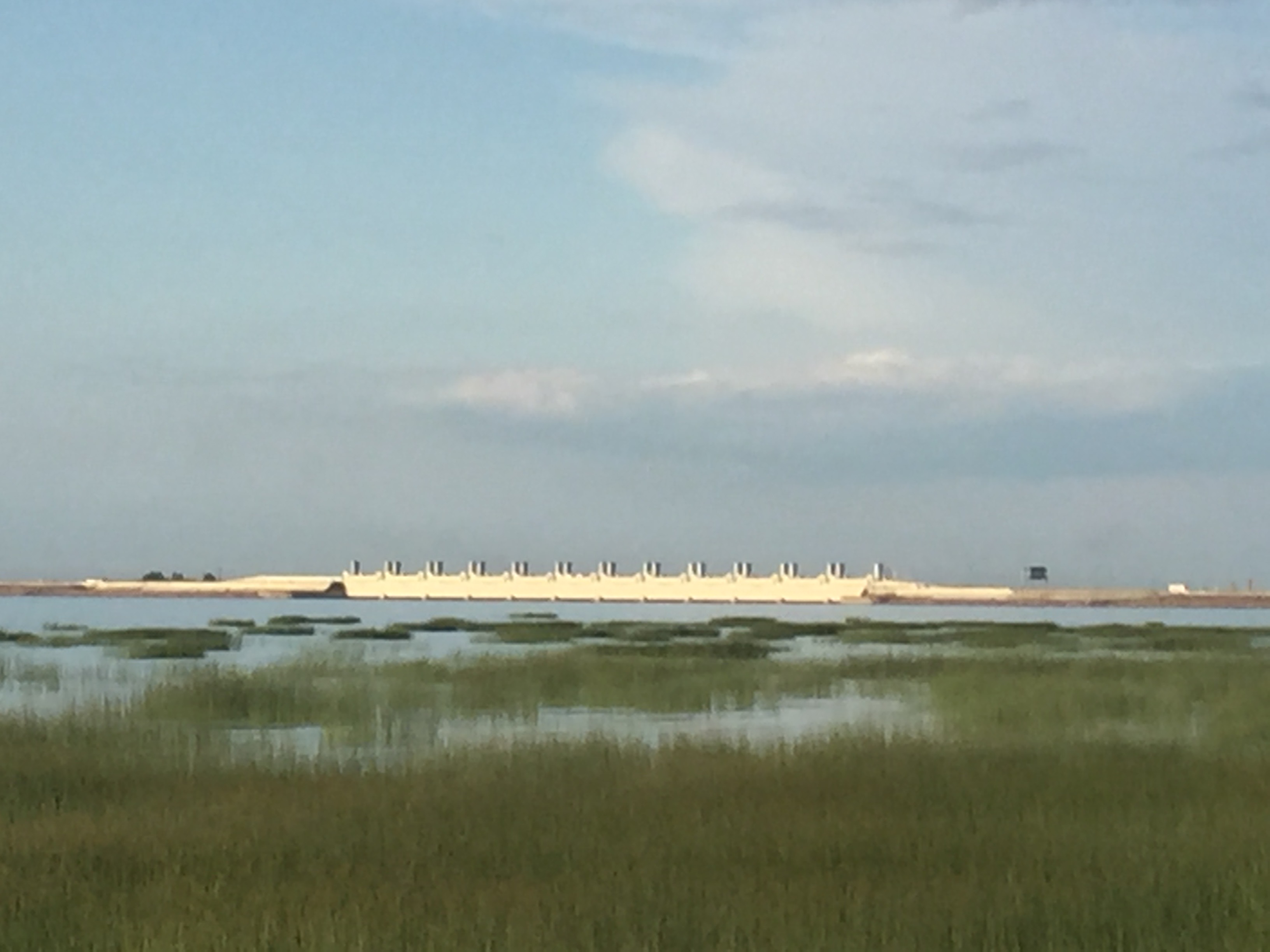
Водопропускное сооружение № 1. 2015 год

Пе́никовское се́льское поселе́ние — муниципальное образование в Ломоносовском муниципальном районе Ленинградской области.
Административный центр — деревня Пеники. Глава поселения — Бородийчук Владимир Николаевич, исполняющий полномочия председателя совета депутатов Пениковского сельского поселения, возглавляет администрацию Пениковского сельского поселения.

## Географическое положение
С востока и юго-востока территория поселения вплотную примыкает к Петродворцовому району Санкт-Петербурга. В этой части Петродворцового района расположена ж/д станция Бронка.
Юго-западная граница территории граничит с водной акваторией Финского залива, а с запада и севера ограничена лесными массивами.
Общая площадь земель Пениковского сельского поселения — 26 299 га, из них площадь земель военного ведомства — 15 690 га.
По территории поселения проходят автодороги:
- А118 (Кольцевая автомобильная дорога вокруг Санкт-Петербурга)
- А120 (Санкт-Петербургское южное полукольцо)
- 41А-007 (Санкт-Петербург — Ручьи)
- 41К-008 (Петродворец — Криково)
- 41К-245 (Сойкино — Малая Ижора)
- 41К-625 (Большая Ижора — Пеники)

Расстояние от административного центра поселения до районного центра — 9,5 км.

## История
После Октябрьской революции 1917 года в составе Ораниенбаумской волости Петергофского уезда был образован Бронинский сельсовет с центром в деревне Бронница Верхняя.
1 августа 1927 года после ликвидации губерний, уездов и волостей Бронинский сельсовет вошёл в состав вновь образованного Ораниенбаумского района Ленинградского округа Ленинградской области.
В ноябре 1928 года в состав Бронинского сельсовета включён Дубковский сельсовет.
В 1933 году в состав Бронинского сельсовета входило 11 населённых пунктов: Большая Ижора, Бронница Верхняя, Бронница Нижняя, Дубки, Кукузи, Лимузи, Малая Ижора, Пеники, Приморский, Сагомилье, Таменгонт.
В 1936 году центр Бронинского сельсовета переведён в деревню Пеники.
27 августа 1939 года к категории рабочих посёлков было отнесено селение Большая Ижора.
16 июня 1954 года к Бронинскому сельсовету был присоединён Венковский сельсовет.
18 января 1994 года постановлением главы администрации Ленинградской области № 10 «Об изменениях административно-территориального устройства районов Ленинградской области» Бронинскоий сельсовет, также как и все другие сельсоветы области, преобразован в Бронинскую волость.
С 1 января 2006 года в соответствии с областным законом Ленинградской области от 24 декабря 2004 года № 117-оз «Об установлении границ и наделении соответствующим статусом муниципального образования Ломоносовский муниципальный район и муниципальных образований в его составе» было образовано Пениковское сельское поселение. В состав поселения вошла территория бывшей Бронинской волости.

## Население
| 1990  | 1997  | 2002  | 2006  | 2010  | 2011  | 2012  |
| ----- | ----- | ----- | ----- | ----- | ----- | ----- |
| 1878  | ↗2360 | ↘1620 | ↗2800 | ↘2361 | ↗2401 | ↗2508 |
| 2013  | 2014  | 2015  | 2016  | 2017  | 2018  | 2019  |
| ↗2605 | ↗2682 | ↗2751 | ↗2812 | ↘2807 | ↗2894 | ↗2999 |
| 2020  | 2021  | 2023  | 2024  | 2025  |       |       |
| ↗3125 | ↘2792 | ↗3006 | ↗3259 | ↗3428 |       |       |

## Состав сельского поселения
| №  | Населённый пункт   | Тип населённого пункта              | Население |
| -- | ------------------ | ----------------------------------- | --------- |
| 1  | Большое Коновалово | деревня                             | ↗61       |
| 2  | Бронна             | посёлок                             | ↗69       |
| 3  | Верхние Венки      | деревня                             | ↗18       |
| 4  | Верхняя Бронна     | деревня                             | ↗196      |
| 5  | Дубки              | деревня                             | ↘53       |
| 6  | Дубочки            | посёлок при железнодорожной станции | →0        |
| 7  | Кабацкое           | деревня                             | ↗12       |
| 8  | Кузнецы            | деревня                             | ↗30       |
| 9  | Куккузи            | деревня                             | →18       |
| 10 | Кукушкино          | деревня                             | ↗14       |
| 11 | Лангерево          | деревня                             | ↗83       |
| 12 | Лимузи             | деревня                             | ↘14       |
| 13 | Малая Ижора        | деревня                             | ↘104      |
| 14 | Малое Коновалово   | деревня                             | ↗86       |
| 15 | Нижняя Бронна      | деревня                             | ↗75       |
| 16 | Пеники             | деревня, административный центр     | ↗1504     |
| 17 | Сойкино            | деревня                             | ↗208      |
| 18 | Таменгонт          | деревня                             | ↘12       |
| 19 | Ускуля             | деревня                             | ↘26       |

## Геральдика
25 сентября 2010 года решением геральдического совета при президенте Российской Федерации утверждены и внесены в государственный геральдический регистр РФ герб и флаг Пениковского сельского поселения.

## Экономика
- Филиал ЗАО «Балтийский Берег» — фирма, специализирующаяся на реализации и переработке рыбы и различных видов рыбной продукции.
- ЗАО «РАСТРО» — минеральные теплоизоляционные и звукоизоляционные материалы и изделия.
- ЗЖБИ‐310 Уст‐3 — фирма, специализирующаяся на производстве железобетонных конструкций.
- ООО «ГРУМАНТ» — производство металлических конструкций.

## Достопримечательности
- Братская могила советских воинов, погибших в борьбе с нацистской Германией, в которой похоронен П. С. Зубков, закрывший своим телом амбразуру дзота противника.
- Якорь — мемориал, входящий в Зелёный пояс Славы, расположен на 10 км Гостилицкого шоссе.